# Heliographa insignis
Heliographa insignis är en tvåvingeart som först beskrevs av Stein 1900.  Heliographa insignis ingår i släktet Heliographa och familjen husflugor. Inga underarter finns listade i Catalogue of Life.